# BamBam
Kunpimook Bhuwakul  (AFI: [kan pʰíʔ múk pʰuː wá kun]; em tailandês: กันต์พิมุกต์ ภูวกุล; romaniz.: Kanphimuk Phuwakun; nascido em Bangkok, Tailândia, em 2 de maio de 1997), mais conhecido por seu nome artístico BamBam (em tailandês: แบมแบม, em coreano: 뱀뱀; romaniz.: Baembaem) é um cantor, dançarino e rapper tailandês. Ele é popularmente conhecido por ser integrante do grupo masculino sul-coreano GOT7, formado pela JYP Entertainment em 2014.

## Vida e carreira

### Início de vida
BamBam nasceu em 2 de maio de 1997 em Bangkok, Tailândia. Ele é o segundo filho mais novo da família, com dois irmãos mais velhos e uma irmã mais nova. Seu pai faleceu quando ele tinha 3 anos.

### 2014: Debut no GOT7
Ele treinou sob a JYP Entertainment por cerca de três anos e meio antes de sua estréia no GOT7. Sua primeira aparição pré-debut foi em um episódio do programa de sobrevivência de realidade da Mnet, WIN: Who Is Next, que foi ao ar em 6 de setembro de 2023. Lisa ao lado de Mark, Jackson e Yugyeom, estava competindo contra os trainees da YG Entertainment: Team A e Team B (que agora são conhecidos como WINNER e iKON respectivamente). BamBam revelou que a JYP estava relutante sobre ele se juntar ao show e debutar no GOT7 devido à sua idade, mas Park Jinyoung, CEO da JYP, disse que foi Yang Hyun Suk, CEO da YG, que o fez mudar de ideia.
GOT7 estreou com o single "Girls Girls Girls" e o M/V da faixa foi lançado em 16 de janeiro de 2014.

## Prêmios
- Superstar Social (2020)
- JOOX Thailand Music Award (2020)
- Prêmio Voto de Popularidade Masculina-8th Daradaily Awards (2019)
- Asia Celebrity Award (Singer) — Asia Artist Awards (2021)
- AAA Best Artist Award (Singer) — Asia Artist Awards (2021).
- Prêmio Produtor Global — Seoul Music Awards (2024)

## Discografia
Álbum/Ep
2024 — BAMESIS
2023 — Sour & Sweet
2022 — B
2021 — RiBBon
Single
2023 —;Pick it
2022 — Wheels Up
2022 — Skrrt (Feat F.Hero, Youngohm
2021 — Who Are You (Feat Seulgi of Red Velvet)
2020 — Beat Your Best
2017 — Make it Right

### OST
2022 — Melting (A Business Proposal )Part 4

2020 — พี่ไม่หล่อลวง (OST. The Con-Heartist)

### Créditos de composição
| Data | Álbum                  | Artista | Música              | Rótulo            | Letra da música | Letra da música                |
| Data | Álbum                  | Artista | Música              | Rótulo            | Creditado       | Com                            |
| ---- | ---------------------- | ------- | ------------------- | ----------------- | --------------- | ------------------------------ |
| 2016 | Flight Log: Turbulence | GOT7    | "노잼" (No Jam)     | JYP Entertainment | Sim             | Yugyeom, Mark, Frants, Jackson |
| 2016 | Flight Log: Turbulence | GOT7    | "만약에" (If)       | JYP Entertainment | Sim             | Primeboi, Mark                 |
| 2016 | Flight Log: Turbulence | GOT7    | "니꿈꿔" (Dreamin') | JYP Entertainment | Sim             | earattack, Defsoul (JB)        |

## Filmografia

### Filmes
| Data | Título            | Papel                 | Nota                         |
| ---- | ----------------- | --------------------- | ---------------------------- |
| 2012 | Fairy Tale Killer | Filho do Wong Wai-han | Filme de terror de Hong Kong |

### Dramas
| Data | Título             | Papel                 | Rede        | Nota                                                |
| ---- | ------------------ | --------------------- | ----------- | --------------------------------------------------- |
| 2015 | Dream Knight       | BamBam (ele mesmo)    | Youku Tudou | Drama coreano-chinês online pela JYPE e Youku Tudou |
| 2016 | Jealousy Incarnate | Participação especial | SBS         | Ep. 1                                               |

### Shows de variedades
| Data              | Título                    | Rede       | Nota                                                                      |
| ----------------- | ------------------------- | ---------- | ------------------------------------------------------------------------- |
| 2013              | Who Is Next (WIN)         | Mnet       | YG vs JYP Episodio 4, com Mark, Jackson, Yugyeom e outros trainees da JYP |
| 2014 - atualmente | Real GOT7                 | JYP Nation | Reality show exibido através do Youtube e V App                           |
| 2015              | My Young Tutor            | MBC        |                                                                           |
| 2016              | Where is My Friend's Home | JTBC       | Membro do elenco com Jackson para episódios na Tailândia                  |
| 2016              | Real Men                  | MBC        | Com Jackson                                                               |
| 2016              | Uncontrollably Actor      | K-STAR     |                                                                           |

### Hospedagem
| Data | Rede       | Show              | Papel                   |
| ---- | ---------- | ----------------- | ----------------------- |
| 2015 | Mnet       | M! Countdown      | Apresentador permanente |
| 2015 | Arirang TV | After School Club | Apresentador temporário |
| 2016 | KBS World  | Battle Likes      | Apresentador temporário |